# День святкування самотності
День святкування (вдячності) самотності (англ. Singles Awareness (or Appreciation) Day — S.A.D.) — неофіційне свято людей, які не перебувають у шлюбі чи романтичних стосунках, під час та після Дня Святого Валентина. Це свято любові у всіх формах її визнання — між друзями, родиною та любов'ю до себе.
ДСС також відзначається як Національний день знайомств. У США відзначається 22 вересня, в Китаї — 11 листопада та у Великій Британії — 11 березня.
У ДСС самотні люди збираються, щоб святкувати чи співчувати одне одному. Дехто хоче нагадати романтичним парам, що вони не потребують відносин, щоб бути щасливими. 
Популярні заходи у цей день — подорожі, волонтерство, проведення часу з родиною та друзями, подарунки для себе. Одне заняття набуває все більшої популярності — подорож по Бразилії і насолода бразильським карнавалом[джерело?]. Ще один подібний варіант для святкування — Марді Гра.